# Giustino Durano
Pour les articles homonymes, voir Durano.
Giustino Durano né le 5 mai 1923 à Brindisi et mort le 18 février 2002 à Bologne est un acteur italien.

## Filmographie
- 1954 : Rosso e nero de Domenico Paolella (1954)
- 1955 : Canzoni di tutta Italia de Domenico Paolella (1955)
- 1956 : La Chance d'être femme (La fortuna di essere donna) d'Alessandro Blasetti
- 1956 : Lo svitato de Carlo Lizzani
- 1959 : Tipi da spiaggia de Mario Mattoli
- 1960 : La Reine des pirates (La venere dei pirati) de Mario Costa
- 1961 : Gordon il pirata nero de Mario Costa
- 1962 : Il segugio de Bernard Roland
- 1962 : La Flèche d'or (L'arciere delle mille e una notte) d'Antonio Margheriti
- 1962 : La signorina miliardo de Paul May
- 1962 : Lo squadrista de Giuseppe Orlandini
- 1962 : Venere imperiale de Jean Delannoy
- 1963 : Tutto è musica de Domenico Modugno
- 1963 : Vino, whisky e acqua salata de Mario Amendola
- 1964 : Un monsieur de compagnie de Philippe de Broca
- 1964 : Follie d'estate de Carlo Infascelli et Edoardo Anton
- 1966 : Moi, moi, moi et les autres (Io, io, io... e gli altri) d'Alessandro Blasetti
- 1966 : Caccia alla volpe de Vittorio De Sica
- 1966 : Les Deux Sans-culottes (I due sanculotti) de Giorgio Simonelli
- 1967 : Bang Bang Kid de Giorgio Gentili, Luciano Lelli
- 1967 : Come rubare un quintale di diamanti in Russia de Guido Malatesta
- 1967 : Le Bobo de Robert Parrish
- 1971 : Violentata sulla sabbia de Renzo Cerrato
- 1975 : Salvo D'Acquisto, de Romolo Guerrieri
- 1997 : La vie est belle de Roberto Benigni
- 1999 : Fate un bel sorriso d'Anna Di Francisca
- 2001 : Amici ahrarara, de Franco Amurri
- 2003 : Andata e ritorno, d'Alessandro Paci